# Iglesia de Nuestra Señora de la Asunción (Galapagar)
La iglesia parroquial de Nuestra Señora de la Asunción es el templo parroquial católico del municipio español de Galapagar, en la Comunidad Autónoma de Madrid.
La Parroquia de Nuestra Señora de la Asunción de Galapagar fue declarada Bien de Interés Cultural de la Comunidad de Madrid el 1 de junio de 1995.
Construida entre finales del siglo XV y el primer tercio del siglo XVI formaría parte de una serie de iglesias construidas en la primera mitad del siglo XVI dentro del Señorío del Real del Manzanares bajo la promoción de los duques del Infantado tales como la de Manzanares el Real, San Agustín de Guadalix, Guadalix de la Sierra, Miraflores de la Sierra o Santa María la Blanca de Cerceda.

## Descripción histórico artística
Construida en su mayor parte en sillarejo, se trata de un templo de estilo gótico rural o serrano (más concretamente gótico abulense, propio de finales del siglo XV y que se caracteriza por un tipo de decoración basada en la utilización de filas de bolas que recibe el nombre de perlado abulense), excepto las naves laterales y las sacristías adosadas que son de estilo renacentista (se corresponden a una reconstrucción llevada a cabo en el siglo XVII tras el desplome de las bóvedas de crucería que cubrían la nave central).[cita requerida]
De la construcción del siglo XVI tan solo ha llegado a nuestros días la torre, el ábside, la portada principal, los azulejos toledanos de técnica de arista (que en su día decoraron los muros laterales del Presbiterio) y parte del muro de los pies con su arco de medio punto. El aspecto actual del edificio se debe en gran medida a las diferentes reconstrucciones llevadas a cabo durante el siglo XIX (destacando la llevada a cabo por Don Francisco Enríquez Ferrer, arquitecto procedente de la Real Academia de Bellas Artes de San Fernando de Madrid en 1857 ) y 1960 bajo la dirección del arquitecto Francisco Javier Barroso Ladrón de Guevara.[cita requerida]
En el exterior cabe destacar la portada principal (finalizada en 1515 según inscripción en un lateral de la misma) que articula por medio de un arco carpanel de tres centros que cobija en su interior otro conopial (repitiendo el esquema de la portada de la iglesia del monasterio de Santo Tomás de Ávila o la de la iglesia de San Juan Bautista de Mombeltrán); y la torre, de planta cuadrangular y dos cuerpos, el primero ligeramente ataluzado y el segundo que se corresponde con el campanario y que a su vez se remata por medio de una cornisa decorada con perlado abulense sobre la cual se levanta un chapitel de pizarra de aires escurialenses sobre armadura de madera (en su origen debió de guardar gran similitud con otras torres como la de la iglesia vieja de Guadarrama, la de Santa María la Blanca de Cerceda o la de la iglesia de Navalperal de Tormes en Ávila).[cita requerida]
En el interior del templo, muy transformado a lo largo de los siglos y muy castigado por los saqueos llevados a cabo durante la Guerra de la Independencia y la Guerra Civil, destacan el presbiterio (abierto a la nave central por medio de un gran arco triunfal gótico apuntado y moldurado que descansa sobre pilares baquetonados que siguen el mismo modelo ornamental que los de la iglesia del Monasterio de Santo Tomás de Ávila o los de la Catedral Magistral de Alcalá de Henares y cubierto por bóveda de crucería de terceletes como único vestigio de la cubierta original del templo); la pila bautismal pétrea de talla avenerada (posiblemente la misma en la que fue bautizado el Infante Don Carlos Lorenzo de Austria, hijo de Felipe II, el 12 de agosto de 1572); los azulejos toledanos que en su día formaron un zócalo ornamentando los muros laterales del presbiterio con diferentes motivos heráldicos, florales y de candelieri renacentista; los grandes arcos de medio punto que separan la nave central de las laterales levantados en la ampliación y reconstrucción del templo en el siglo XVII; y el interior de la torre, en el que destacan las bóvedas de cañón que cubren los primeros dos pisos, la peculiar escalera de “cuerno de carnero” que conduce al campanario (pudiendo encontrar otros ejemplos de esta tipología en la Sala Capitular de la Iglesia de Ntra. Sra. de la Asunción de El Barco de Ávila, la de la torre de la iglesia de Alustante en Guadalajara o ya en época contemporánea en las escaleras empleadas por Antonio Gaudí para las torres de la Sagrada Familia de Barcelona) y la sencilla pero hermosísima bóveda de crucería sexpartita de plementos cóncavos de ladrillo con nervios moldurados pétreos que descansan sobre arcos apuntados y sobre ménsulas que cubren el tercer piso.